# Ptilopsis sexmaculata
Ptilopsis sexmaculata är en tvåvingeart som beskrevs av Robineau-desvoidy 1863. Ptilopsis sexmaculata ingår i släktet Ptilopsis och familjen parasitflugor.
Artens utbredningsområde är Frankrike. Inga underarter finns listade i Catalogue of Life.